# Phthiridium phthisicum
Phthiridium phthisicum är en tvåvingeart som först beskrevs av Speiser 1907.  Phthiridium phthisicum ingår i släktet Phthiridium och familjen lusflugor. Inga underarter finns listade i Catalogue of Life.